# Munditia anomala
Munditia anomala är en snäckart som beskrevs av Powell 1940. Munditia anomala ingår i släktet Munditia och familjen turbinsnäckor. Inga underarter finns listade i Catalogue of Life.